# Tommy Naurin
Tommy Peter Naurin (Göteborg, 17 maggio 1984) è un ex calciatore svedese, di ruolo portiere.

## Carriera
Naurin ha esordito in Allsvenskan il 17 luglio 2003, partendo titolare in Örgryte-Djurgården (0-3) per indisponibilità del portiere titolare e capitano Dick Last, infortunato al legamento crociato. Nonostante ciò, complice l'arrivo in prestito di Dime Jankulovski e il rientro di Last, ha chiuso il campionato 2003 con 4 presenze all'attivo. Durante la stagione seguente, in cui è rimasto in forza all'Örgryte come secondo portiere, ha collezionato altre 2 presenze.
Successivamente ha iniziato una lunga parentesi in Superettan, difendendo la porta di alcune squadre: per 3 anni ha giocato con il Falkenberg, poi è seguito un biennio al Qviding, indi il passaggio al GIF Sundsvall.
Proprio con il GIF Sundsvall ha conquistato la promozione nel massimo campionato nazionale al termine del campionato 2011. Nell'Allsvenskan 2012 però Naurin sarà protagonista solo in minima parte, per via di un grave infortunio al legamento crociato: infatti assaggerà il campo solo negli ultimi due turni di campionato, e non giocherà neppure i play-out che hanno condannato il GIF Sundsvall alla retrocessione. Dopo un secondo campionato di transizione (con sole 9 presenze), si è ristabilito ed è tornato titolare a tutti gli effetti a partire dalla stagione 2014. Nel 2015, con la squadra nel frattempo nuovamente promossa, ha disputato il suo primo campionato da titolare stabile in Allsvenskan. Oltre a ciò, nello stesso anno ha ereditato anche la fascia di capitano dopo l'addio di Kevin Walker.
Si è ritirato all'età di 34 anni al termine della stagione 2018, durante la quale non ha mai giocato a causa del persistere di un problema al ginocchio.
Per un periodo, Naurin ha continuato a lavorare per il GIF Sundsvall, visto che nel 2019 ha ricoperto l'incarico di assistente del direttore sportivo mentre dal gennaio 2020 ha svolto il doppio incarico di assistente allenatore e di allenatore dei portieri. Nel giugno 2021 ha lasciato il club per iniziare una nuova carriera lavorativa al di fuori del calcio.